# إيجور موغني
إيجور موغني (بالبرتغالية: Igor Mogne‏) (مواليد 1 أغسطس 1996) هو سبّاح موزمبيقي، مثّل بلاده في الألعاب الأولمبية الصيفية 2016.

## روابط خارجية
إيجور موغني على موقع الاتحاد الدولي للسباحة (الإنجليزية)
- إيجور موغني على موقع أوليمبيديا (الإنجليزية)
- إيجور موغني على موقع اتحاد ألعاب الكومنولث (مؤرشف) (الإنجليزية)